# Хонінгування
Хонінгування — вид  абразивної обробки матеріалів із застосуванням хонінгувальних головок (хонів). 

## Загальна характеристика
Хонінгування в основному застосовують до обробки внутрішніх циліндричних поверхонь шляхом поєднання обертального й зворотно-поступального руху хона із закріпленими на ньому розсувними абразивними брусками з рясним зрошенням оброблюваної поверхні мастильно-охолоджувальною рідиною. Один з видів чистових і обробних заходів різання. Дозволяє отримати отвір з відхиленням від ціліндричності до 5 мкм і шорсткістю поверхні {\textstyle R_{a}=0.63..0.04}.
Хонінгування зовнішніх поверхонь здійснюють на спеціалізованих (горизонтально-хонінгувальних) або модернізованих (шліфувальних, горизонтально-розточувальних) верстатах; продуктивність при цьому порівняно зі суперфінішуванням у 2–4 рази вища внаслідок більшої кількості брусків і великих тисків.

## Галузі застосування хонінгування
Обробка отворів у різних деталях, зокрема в деталях двигуна (отворів блоків циліндрів, гільз циліндрів, отворів кривошипної і поршневої головок шатунів, отворів шестерень), тощо. Хонінгування забезпечує стабільне отримання точних отворів і необхідних параметрів шорсткості обробленої поверхні.

## Особливості хонінгування
Зворотно-поступальний рух хона з постійним тиском бруска чи з постійною швидкістю радіальної подачі.

## Інструменти і верстати для хонінгування

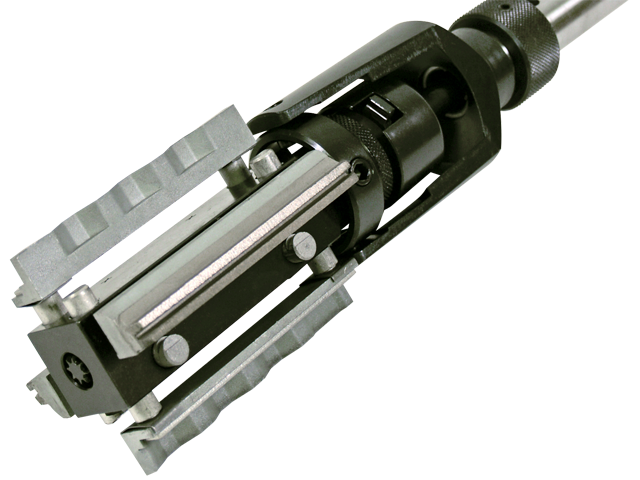
Циліндрична хонінгувальна головка.

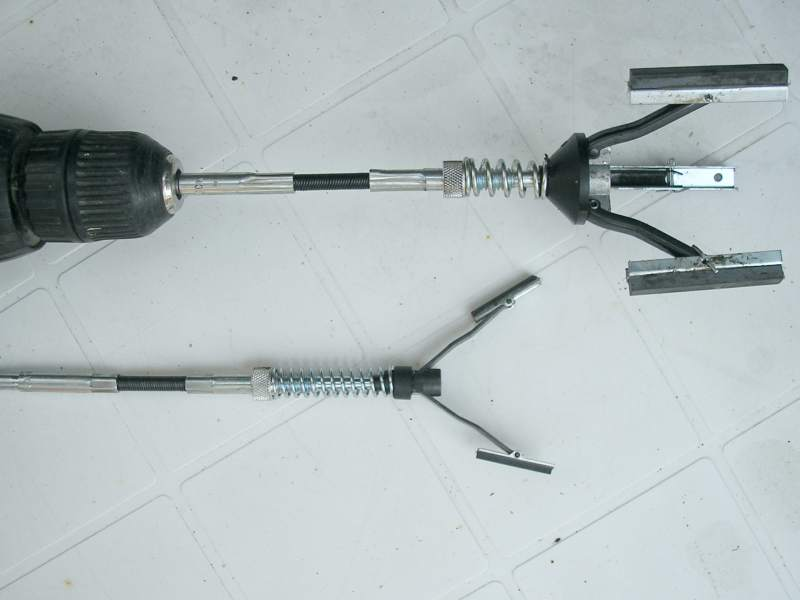
Хонінгувальна головка.

## Мастильно-охолоджувальні рідини для хонінгування
Під час оброблювання деталей із сталі та чавуну застосовують гас або суміш гасу з веретенним маслом (10%–20%). 
Під час використання алмазних хонінгувальних брусків часто як мастильно-охолоджувальну рідину використовують звичайну воду, до якої додають різні (як правило синтетичні) речовини, що запобігають корозії оброблюваної деталі й самого верстата. 

## Значення хонінгування
Хонінгування — високопродуктивний процес, що дозволяє отримувати якісні поверхні з 5–6  квалітетами точності та  шорсткістю поверхні {\textstyle R_{a}=1.6..0.1}.